# Janet Yawson
Janet Yawson (* 3. April 1957) ist eine ehemalige ghanaische Leichtathletin, die im Sprint und im Weitsprung an den Start ging. Mit der ghanaischen 4-mal-100-Meter-Staffel wurde sie 1979 in Dakar Afrikameisterin.

## Sportliche Laufbahn
Erste internationale Erfahrungen sammelte Janet Yawson vermutlich bei den Afrikaspielen 1978 in Algier, bei denen sie mit der ghanaischen 4-mal-100-Meter-Staffel in 45,19 s gemeinsam mit Hannah Afriyie, Grace Bakari und Jeanette Ofusu die Silbermedaille hinter dem nigerianischen Team gewann und im Weitsprung mit 6,29 m die Silbermedaille hinter der Nigerianerin Modupe Oshikoya gewann. Anschließend schied sie bei den Commonwealth Games im kanadischen Edmonton mit 12,12 s in der ersten Runde im 100-Meter-Lauf aus und belegte im Weitsprung mit 6,19 m den sechsten Platz. Im Jahr darauf siegte sie bei den erstmals ausgetragenen Afrikameisterschaften in Dakar in 45,63 s in derselben Besetzung wie im Jahr zuvor bei den Afrikaspielen und gewann im Weitsprung mit 6,04 m die Bronzemedaille hinter den Nigerianerinnen Bella Bell-Gam und Felicia Ochonogor. 1981 wurde sie dann beim IAAF World Cup in Rom mit 5,70 m Neunte im Weitsprung.